# Učiteľka
Učiteľka és una pel·lícula de comèdia negra eslovacotxeca del 2016 dirigida per Jan Hřebejk que es va estrenar al Festival Internacional de Cinema de Karlovy Vary del 2016, on Zuzana Mauréry va rebre un premi a la millor actriu. S'ha doblat i subtitulat al català.

## Repartiment
- Zuzana Mauréry com a Mária Drazdechová
- Zuzana Konečná com a Kučerová
- Csongor Kassai com a Kučera
- Tamara Fischer com a Danka Kučerová
- Martin Havelka com a Binder
- Éva Bandor com a Hana Binderová
- Oliver Oswald com a Filip Binder
- Peter Bebjak com a Václav Littmann
- Richard Labuda com a Karol Littmann
- Dušan Kaprálik com a Hančo